# Desi Rodriguez
Desi Rodriguez (né le 23 mars 1996) est un joueur professionnel américain de basket-ball. Il joue au poste d'ailier.
Il joue au niveau universitaire pour Seton Hall avant de jouer professionnellement dans la G League et en Israël.

## Carrière au lycée
Rodriguez fréquente la Frederick Douglass Academy pendant deux ans. Il est transféré au lycée Abraham Lincoln et se lie d'amitié avec son coéquipier Isaiah Whitehead. Rodriguez aide l'équipe à remporter un championnat PSAL et remporte le titre MVP du match pour le titre. Il joue principalement au poste de pivot et prend rarement des tirs en suspension.

## Carrière universitaire
Rodriguez s'est engagé à Seton Hall, où il obtient en moyenne 5,6 points par match lors de sa première saison. Il enregistre 12,4 points par match en deuxième année. Rodriguez augmente sa moyenne de points à 15,7 points par match en tant que junior. Il marque 22 points lors de la victoire du 15 février 2017 contre Creighton et rejoint le club des Pirates avec au moins 1 000 points en carrière.
Rodriguez est nommé joueur de la semaine Big East le 7 décembre, après avoir marqué 29 points, pris huit rebonds et fait 4 passes décisives contre Louisville.
Il marque son record en carrière de 33 points lors de la victoire 82-77 face à DePaul le 18 février 2018. Rodriguez se blesse à la cheville lors d'un match contre Providence le 21 février et manque les trois matchs suivants. Il revient en quart de finale du tournoi Big East contre Butler et marque 8 points. Rodriguez réalise des moyennes de 17,8 points et 4,9 rebonds par match en tant que senior, tirant 37,9 % à 3 points. Il est nommé dans la deuxième équipe All-Big East. Il participe au Portsmouth Invitational Tournament (en) en 2018.

## Carrière professionnelle
Rodriguez n'est pas choisi lors de la draft 2018 de la NBA. Il signe avec les Clippers de Los Angeles pour la NBA Summer League, rejoignant son coéquipier de Seton Hall, Ángel Delgado. Il marque 17 points en réussissant 7 tirs sur 12 lors d'une défaite 82-69 contre les Lakers de Los Angeles le 12 juillet. Rodriguez signe un contrat de camp d'entraînement avec les Clippers le 24 septembre. Le 9 octobre 2018, Rodriguez est licencié par les Clippers. Il rejoint ensuite l'équipe de NBA G League des Clippers, les Clippers d'Agua Caliente. En 49 matchs de G League joués pour les Clippers, ses statistiques sont de 10,3 points, 4,7 rebonds et 2,2 passes décisives par match.
Le 1er août 2019, Rodriguez signe un contrat d'un an avec l'Hapoël Tel-Aviv en première division israélienne. Le 8 novembre 2019, il quitte l'Hapoël après avoir participé à quatre matchs de la Ligue israélienne. Il retourne ensuite aux Clippers d'Agua Caliente le 19 novembre. Le 25 janvier 2020, Rodriguez inscrit 18 points, prend neuf rebonds et fait deux passes décisives et une interception lors d'une victoire contre les Suns de Northern Arizona. Rodriguez a des statistiques de 8,8 points et 4,6 rebonds par match.
Le 2 août 2020, Rodriguez signe avec le MHP Riesen Ludwigsbourg en Bundesliga.
Le 16 juillet 2021, Rodriguez signe un contrat d'un an avec s.Oliver Wurtzbourg en Bundesliga.
Le 28 juin 2022, Rodriguez signe avec le Limoges CSP en championnat de France.
Rodriguez rejoint Nanterre 92, club français de première division pour la saison 2023-2024.